# SŽD-Baureihe П38
Als П38 (deutsche Transkription P38) bezeichneten die Sowjetischen Eisenbahnen (SŽD) eine Baureihe breitspuriger, vierzylindriger, mit einfacher Dampfdehnung arbeitender Schlepptender-Gelenkdampflokomotiven mit der Achsfolge (1’D)D2’ (Yellowstone) für den schweren Güterzugdienst, welche bei der Lokomotivfabrik Kolomna 1954 und 1955 in vier Exemplaren gebaut wurde. Sie waren die schwersten Dampflokomotiven der SŽD und unter Berücksichtigung des achtachsigen Schlepptenders die schwersten sowjetischen Lokomotiven überhaupt.

## Geschichte
Ein deutlicher Anstieg der Zugmassen bei der SŽD um 1950 verlangte oftmals den unwirtschaftlichen Einsatz von Vorspannlokomotiven. Daraus ergab sich die Notwendigkeit einer stärkeren Lokomotive, als es die Reihe ФД war. Das Ministerium für Transport und Nachrichtenwesen der Sowjetunion erarbeitete gemeinsam mit der Lokomotivfabrik Kolomna, inspiriert vom nordamerikanischen Lokomotivbau, ein Skizzenprojekt für vierzylindrige Gelenkdampflokomotiven der Achsfolgen (1’C)C1’ und (1’D)D2’. Die Verwendung eines geteilten Triebwerks war notwendig, weil der leistungsfähige und entsprechend schwere Kessel zur Einhaltung der zulässigen Radsatzfahrmassen eine große Anzahl gekuppelter Radsätze erforderte, welche für eine ausreichende Bogenläufigkeit nicht gemeinsam in einem starren Rahmen angeordnet werden konnten (dieser Versuch war zuvor mit der Reihe АА 20 gescheitert).
Die Entscheidung fiel auf die Achsfolge (1’D)D2’. Das Ministerium für Transport und Nachrichtenwesen empfahl eine Radsatzfahrmasse von 23 t, die Ingenieure der Lokomotivfabrik Kolomna beschränkten diese jedoch auf 20 t, um den Verschleiß des Oberbaus zu verringern und die Instandhaltung zu erleichtern. Der Entwurf wurde vom Konstruktionsbüro der Lokomotivfabrik Kolomna unter der Leitung von Lew Lebedjanski und Ingenieur I. I. Sulischtschewa erstellt. Im Dezember 1954 lieferte der Hersteller die beiden Versuchslokomotiven П38-0001 (P38-0001) und П38-0002 (P38-0002) aus.
Ende Januar 1955 wurde eine Lokomotive an die Krasnojarskaja schelesnaja doroga gesandt und hier bei niedrigen Temperaturen auf anspruchsvollen Strecken erprobt. 3500 t schwere Züge beförderte sie auf einer Steigung von 9 ‰ mit 23 km/h und entwickelte dabei eine Leistung von über 2900 kW. Im selben Jahr lieferte die Lokomotivfabrik Kolomna zwei weitere Fahrzeuge unter der Bezeichnung П38-0003 (P38-0003) und П38-0004 (P38-0004) aus.
Im Februar 1956 wurde auf dem 20. Parteitag der KPdSU beschlossen, keine Dampflokomotiven mehr zu bauen. Stattdessen sollten nur noch Diesellokomotiven und Elektrolokomotiven gefertigt werden. In diesem Zusammenhang wurden alle Versuche mit den Dampflokomotiven der Reihe П38 abgebrochen. 1959 wurden sie vom Obersten Rat für Volkswirtschaft an Industriebetriebe in Belgorod abgegeben, wo sie noch einige Jahre im Einsatz standen. 1977 sollen sie nicht mehr betriebsfähig, aber noch vorhanden gewesen sein.
Ob ein Exemplar der neuesten Dampflokkonstruktion und gleichzeitig der größten Lokkonstruktion der SŽD erhalten geblieben ist, geht aus der Literatur nicht hervor.

## Technik
Die Gelenklokomotiven der Reihe П38 arbeiteten mit einfacher Dampfdehnung. Das einachsige Vorlaufgestell ähnelte dem der Reihen ФД, СО und Л. Die Federaufhängung war wie bei der Reihe П34 in drei Punkten ausgeführt. Die Dampflokomotive war mit rollengelagerten Radsätzen, mechanischer Rostbeschickung sowie einem Überhitzer der Bauart L 40 ausgerüstet. Durch die Verwendung flexibler Dampfleitungen zum vorderen Triebwerk konnte der Dampfverlust reduziert werden.